# Leather Stocking
Leather Stocking è un cortometraggio muto del 1909 diretto da David W. Griffith. Prodotto e distribuito dalla Biograph Company, si basa su Leatherstocking, serie di libri di James Fenimore Cooper, il primo dei quali, The Pioneers, venne pubblicato a Filadelfia nel 1823.

## Trama
Il colonnello parte insieme alle due nipoti per Fort George, accompagnato da una guida indiana. Questi, però, è un pellerossa traditore che, a lungo, ha accarezzato l'idea di vendicarsi dei bianchi. Ora ha la possibilità di attuare il suo piano. Saranno Leather Stocking e Uncas, che incontrano il gruppo durante una sosta, a far nascere il dubbio sulla fedeltà di Big Serpent, l'indiano infido.

## Produzione
Il film fu prodotto dalla Biograph Company. Venne girato a Cuddebackville, New York.

## Distribuzione
Distribuito dalla Biograph Company, il film - un cortometraggio in una bobina - uscì nelle sale cinematografiche statunitensi il 27 settembre 1909.